# Котляревская (станция)
Котляре́вская — узловая железнодорожная станция Минераловодского региона Северо-Кавказской железной дороги, находящаяся в городе Майском Кабардино-Балкарской республики.

## Описание
От станции Котляревская начинается тупиковый участок (41 км) до станции республиканского центра города Нальчика.
На станции имеют остановку все проходящие пригородные поезда и поезда дальнего следования.

## Пассажирское сообщение по станции

### Направления поездов дальнего следования
| Страна               | Пункт назначения |
| -------------------- | --- |
| Российская Федерация | Адлер, Анапа, Владикавказ, Минеральные Воды, Москва-Казанская, Москва-Павелецкая, Назрань, Нальчик, Новороссийск, Прохладная, Санкт-Петербург |

### Направления поездов пригородного сообщения
| Страна               | Пункт назначения              |
| -------------------- | ----------------------------- |
| Российская Федерация | Владикавказ, Минеральные Воды |

По состоянию на июнь 2022 года по станции курсируют следующие поезда пригородного сообщения:
| Пригородное сообщение | Пригородное сообщение          | Пригородное сообщение | Пригородное сообщение          |
| № поезда              | Маршрут движения               | № поезда              | Маршрут движения               |
| --------------------- | ------------------------------ | --------------------- | ------------------------------ |
| 6439/6407             | Владикавказ — Минеральные Воды | 6408/6440             | Минеральные Воды — Владикавказ |

По состоянию на июнь 2022 года по станции курсируют следующие поезда дальнего следования:
| Дальнее следование               | Дальнее следование               | Дальнее следование               | Дальнее следование               |
| № поезда                         | Маршрут движения                 | № поезда                         | Маршрут движения                 |
| Круглогодичное обращение поездов | Круглогодичное обращение поездов | Круглогодичное обращение поездов | Круглогодичное обращение поездов |
| -------------------------------- | -------------------------------- | -------------------------------- | -------------------------------- |
| 33 «Осетия»                      | Владикавказ — Москва             | 34 «Осетия»                      | Москва — Владикавказ             |
| 61 «Эльбрус»                     | Нальчик — Москва                 | 62 «Эльбрус»                     | Москва — Нальчик                 |
| 145 «Ингушетия»                  | Назрань — Москва                 | 146 «Ингушетия»                  | Москва — Назрань                 |
| 251                              | Владикавказ — Санкт-Петербург    | 252                              | Санкт-Петербург — Владикавказ    |
| 333                              | Владикавказ — Минеральные Воды   | 334                              | Минеральные Воды — Владикавказ   |
| 361                              | Нальчик — Минеральные Воды       | 362                              | Минеральные Воды — Нальчик       |
| 677                              | Владикавказ — Новороссийск       | 678                              | Новороссийск — Владикавказ       |
| 679                              | Владикавказ — Адлер              | 680                              | Адлер — Владикавказ              |
| Сезонное обращение поездов       |                                  |                                  |                                  |
| 607                              | Владикавказ — Анапа              | 608                              | Анапа — Владикавказ              |
| 661                              | Нальчик — Прохладная             | 662                              | Прохладная — Нальчик             |
| 689                              | Нальчик — Прохладная             | 690                              | Прохладная — Нальчик             |